# Anunnaki
Los anunnakis 

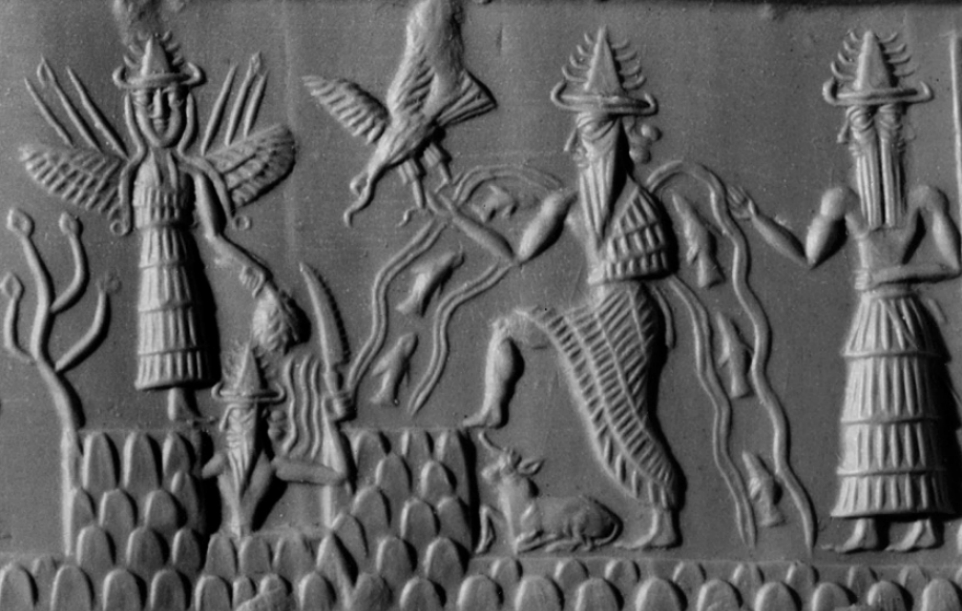
Cilindro acadio (del 2300 a. C.) que muestra a Inanna, Utu y Enki, tres deidades pertenecientes a los anunnaki.

son un grupo de deidades sumerias y acadias identificadas en los textos con los anunnas y los igigis, dioses mayores.
El término acadio «anunnaki» es una antigua transcripción del sumerio anunna, que significa ‘hijos de Anu’.
Los anunnakis se mencionan también en las ciudades de Lagash y Eridú. En esta última los anunnas eran cincuenta.

## Mitología
Según la mitología mesopotámica, los anunnas eran, inicialmente, los dioses más poderosos y vivían con Anu Edur en el cielo. Posteriormente, sin que se haya establecido un motivo claro de este cambio, fueron los igigis los considerados como dioses celestes mientras el término anunna se empleaba para designar a los dioses del inframundo, especialmente a siete dioses que hacían la función de jueces en el inframundo.

### Presencia en los diferentes mitos
En el mito de Atrahasis se afirma que, antes de la creación del ser humano, los dioses tenían que trabajar para vivir. Entonces, los anunnas lograron que una categoría de dioses inferiores, los igigis, trabajaran para ellos, hasta que se rebelaron y se negaron a seguir trabajando, entonces decidieron exterminarlos. Enki creó a la humanidad para que esta asumiera la responsabilidad de realizar las tareas que los Igigi habían abandonado y a través del "culto" suministrarían el alimento y oro a los dioses.
En el poema Enûma Elish, fue Marduk quien creó la humanidad y después dividió a los anunnas entre el cielo y la tierra y les asignó tareas. A continuación, los anunnas, agradecidos a Marduk, fundaron Babilonia y edificaron un templo en su honor, llamado Esagila.
En el Poema de Gilgamesh, la morada secreta de los anunnas estaba en el Bosque de los Cedros.
En la versión sumeria del Viaje de Inanna a los Infiernos, los anunnas ejercen una labor de jueces del inframundo y condenan a muerte a la diosa Inanna en su enfrentamiento contra su hermana Ereshkigal.
La reinvención del término de los «anunnas» a través de su forma acadia, «anunnaki», surgió en 1964[cita requerida], tras la publicación del libro Mesopotamia antigua: retrato de una civilización muerta, del asiriólogo Adolph Leo Oppenheim, quien popularizó este concepto.

## Pseudociencia

### Zecharia Sitchin
El escritor seudocientífico azerbaiyano Zecharia Sitchin (1920-2010) publicó una decena de libros conocidos como Crónicas de la Tierra. En ellos, supuestamente tradujo tablas sumerias de escritura cuneiforme y textos bíblicos en su escritura original hebrea.
En su libro publicado en 1976 El 12.º Planeta narra la llegada de los anunnakis a la Tierra procedentes de un supuesto planeta llamado Nibiru hace unos 450 000 años: seres altos de unos 3 metros de altura de piel blanca, cabellos largos y barba, quienes se habrían asentado en Mesopotamia (actual Irak). Según Sitchin, Enki (el dios sumerio del agua y la cultura humana) sugirió que, para relevar del trabajo a los Igigi (dioses menores al servicio de los annunaki), que habían amotinado por su insatisfacción con sus condiciones laborales, los anunakis crearan trabajadores primitivos (Homo sapiens) mediante ingeniería genética como esclavos para reemplazarlos en las minas de oro, cruzando genes extraterrestres con los de Homo erectus.
Según los escritos de Sitchin, la tecnología y poder de los anunnakis aún no habría sido superada, planteando que podían efectuar viajes espaciales y manejar la ingeniería genética hace 450 000 años, y que habrían dejado sus rastros en toda la Tierra con tecnología aún desconocida, por ejemplo, en la construcción de pirámides (egipcias, mayas, aztecas y chinas), en el círculo megalítico de Stonehenge (Inglaterra), en el «puerto espacial de Baalbek» (Líbano), en las líneas de Nazca y en Machu Picchu (ambas en el Perú). 
Las suposiciones de Sitchin han sido descartadas por una inmensa mayoría de científicos, historiadores y arqueólogos, que están en desacuerdo con su "traducción" de textos antiguos, equivocada en muchos casos ―cuando no directamente inventada― y su comprensión errónea de la física; calificando su interpretación solo como una forma de creacionismo alienígena

### David Icke
El futbolista y locutor deportivo británico David Icke (1952-) cree que el universo está formado por energía «vibracional» y dimensiones infinitas que comparten el mismo espacio. Afirma que una raza interdimensional de seres reptilianos, los anunnaki (que él llama «arcontes»), han secuestrado la Tierra y que una raza híbrida humano-arconte modificada genéticamente de reptilianos que cambian de forma ―la Hermandad Babilónica, los illuminati o la "élite"― manipula los acontecimientos para mantener a los seres humanos atemorizados, de modo que los arcontes puedan alimentarse de la «energía negativa» resultante. Afirma que muchas figuras públicas pertenecen a la Hermandad de Babilonia e impulsan a la humanidad hacia un estado fascista global o nuevo orden mundial, una era de posverdad que acaba con la libertad de expresión. Considera que la única forma de derrotar esa influencia «arcóntica» es que la gente despierte a la verdad y llene sus corazones de amor. Los críticos han acusado a Icke de ser antisemita y de negar el Holocausto con sus teorías sobre los reptilianos como "código" deliberado. Icke niega estas afirmaciones.